# Kilmar Campos
Kilmar Campos (ur. 22 czerwca 1963 w Maturín) – wenezuelski judoka. Olimpijczyk z Seulu 1988, gdzie zajął dwudzieste miejsce w wadze półśredniej.
Uczestnik mistrzostw świata w 1991 i 1993. Startował w Pucharze Świata w 1995. Brązowy medalista igrzysk panamerykańskich w 1987, igrzysk Ameryki Południowej w 1994, igrzysk Ameryki Środkowej i Karaibów w 1993, a także mistrzostw panamerykańskich w 1992 roku.

## Letnie Igrzyska Olimpijskie 1988
| Konkurencja | Eliminacje                  | Klas. końcowa |
| Konkurencja | Przeciwnik I                | Miejsce       |
| ----------- | --------------------------- | ------------- |
| 78 kg       | Jukka-Pekka Metsola (FIN) P | 20.           |